# قرى العرقيات
قرى العرقيات هو اسم مجموعة قرى فلسطينية، وهي القرى والمدن الواقعة عند نهايات السهل الساحلي الفلسطيني وعند بدايات الجبال، عرفت بهذا الاسم في الحقبة العثمانية في القرن الثامن عشر والتاسع عشر.

## التاريخ
تعتبر قرى العرقيات من مجموعات القرى التي برزت في أواخر العهد العثماني في فلسطين، نذكر منها:
(قرى الكراسي، قرى جورة عمرة، قرى العِرقيات، قرى الكفريات، قرى النزلات، قرى الصعبيات، قرى الشعراوية، قرى مشاريق البيتاوي، قرى الجماعينيات، قرى بني حارث، قرى بني زيد).

## التسمية
سميت قرى العرقيات، نسبة إلى العرق والعرق بمعنى الجبل الصغير، ولكون هذه القرى والمدن تقع عند نهايات السهل الساحلي الفلسطيني وعند بدايات سلسلة الجبال، وكانت هذه القرى تشتهر بالزراعة وزراعة القمح وبجودة حنطتها.

## عدد قرى العرقيات
ضمت عدة قرى ومدن نذكر منها:
(مدينة قلقيلية، قرية كفر برا، خربة خريش، القباب، الطيرة، مجدل الصادق، مدينة طيبة بني صعب، بيت جبرين).